# Mansonia fonsecai
Mansonia fonsecai är en tvåvingeart som först beskrevs av Pinto 1932.  Mansonia fonsecai ingår i släktet Mansonia och familjen stickmyggor.
Artens utbredningsområde är Bolivia. Inga underarter finns listade i Catalogue of Life.